# عملیات کربلای ۴
عملیات کربلای ۴ عملیات نظامی تهاجمی نیروهای مسلح ایران در خلال جنگ ایران و عراق بود، که در دی‌ماه ۱۳۶۵ به فرماندهی سپاه پاسداران انجام شد. این عملیات در تاریخ ۳ دی ۱۳۶۵ در محور ابوالخصیب در جنوب عراق، به صورت گسترده و با هدف آماده‌سازی مقدمات فتح بصره، توسط نیروهای مسلح ایران آغاز شد و در پی لو رفتن طرح عملیات و با تحمل تلفات بالای انسانی در روزهای نخست، در تاریخ ۵ دی ۱۳۶۵ با عقب‌نشینی نیروهای ایرانی، پایان یافت. با شکست عملیات کربلای ۴، دو هفته بعد عملیات کربلای ۵ توسط نیروهای ایرانی انجام شد.

## پیش‌زمینه
عملیات کربلای ۴ قرار بود با استفاده از تاریکی شب، به صورت ناگهانی انجام شود و هدف از انجام آن، گرفتن نقطه اتکایی در ساحلِ غربی آب‌راه اروندرود بود. پس از تسخیر ساحل غربی، قرار بود تهاجم تا تصرف بصره ادامه یابد. عملیات کربلای ۴ در واقع بخشی از عملیات کربلای ۵ بود، که با شکست این عملیات، ۲ هفته بعد عملیات کربلای ۵ به صورت جداگانه انجام شد. هدف ابتدایی تسخیر جزیره ام‌الرصاص و سایر جزایر و جاده‌های اطراف آن بود، تا محاصره شهر بصره تکمیل شود. از دلایل تأکید بر تعجیل در این عملیات تحت تأثیر قرار دادن کنفرانس سازمان همکاری اسلامی بود، که در آن مقطع زمانی در کشور کویت برگزار می‌شد.
عراقی‌ها خطوط دفاعی ایستای استواری را در اطراف شهر بصره ساخته بودند. این خطوط شامل ۵ حلقه دفاعی بود، که با آب‌راه طبیعی مثل اروندرود و آبگیرهای مصنوعی همانند دریاچه‌های پرورش ماهی در اطراف رودخانه جاسم حمایت می‌شد. دریاچه پرورش ماهی، از مین، سیم خاردار زیرآبی، الکترود و سایر موانع، انباشته شده بود. علاوه بر این موانع، در پشت هر آب‌راه و هر خط دفاعی نیز سیستم توپخانه‌ای هدایت راداری، پشتیبانی نیروی هوایی و هلی‌کوپترهای تهاجمی با قابلیت استفاده از گازهای شیمیایی، از مواضع عراق پشتیبانی می‌کردند.

## لو رفتن عملیات
فرماندهان وقت سپاه پاسداران، قبل از عملیات میزان غافلگیری نیروهای عراقی را متغیر و رو به کاهش، برآورد کرده بودند. اسماعیل سپه‌وند رزمنده و نویسنده لرستانی در کتاب «بلدچی» درباره‌ی شرایط قبل از آغاز عملیات می‌گوید: «آتشبارهای عراق وجب به وجب خط را می کوبیدند. یک لحظه هم آرام نمی ماندند... منور پشت منور توی آسمان روشن میشد. با زبان بی‌زبانی اعلام می‌کردند که ما منتظرتان هستیم... از اینکه دشمن فهمیده بود ما می‌خواهیم عملیات کنیم حسابی ترسیده بودم. سبک سنگین که می‌کردم می دیدم چه‌قدر بی احتیاطی کرده‌اند. روزی صد نفر از دکل بالا و پایین می‌رفتند. روزی چند صد خودرو وارد منطقه میشد...»
فرمانده وقت سپاه، محسن رضایی، بعدها گفته بود:
تا یک هفته قبل از عملیات بر اساس ارزیابی فرماندهان، غافلگیری در حدود ۸۰ درصد بود، اما از یک هفته به عملیات هر چه به شب عملیات نزدیک می‌شدیم، این رقم کاهش می‌یافت، تا حدی که شب عملیات به حدود ۵۰ درصد رسیده بود.

وی در چگونگی محاسبه رقم ۵۰ درصد، مدرک و سندی ارائه نداده‌است. مهدی قلی رضایی از نیروهای اطلاعات-عملیات لشکر ۳۱عاشورا، در کتاب «لشکر خوبان» تصریح کرده که پیش از عملیات مطمئن شده است «که نه فقط وقوع عملیات از آن نقطه بلکه حتی زمان و ساعت شروع آن نیز لو رفته... ما به دشمنی حمله خواهیم کرد که همه چیز را برای متوقف کردن ما آماده کرده است.» با این حال با ناهماهنگی‌هایی که میان فرماندهی کل جنگ و فرماندهان سپاه وجود داشت، این عملیات انجام شد. دربارهٔ عامل لو رفتن عملیات مجموعه‌ای از کمک‌های اطلاعاتی ایالات متحده آمریکا به عراق، ستون پنجمی سازمان مجاهدین خلق ایران و پناهنده شدن برخی افراد رده‌بالای سیاسی، به خارج از کشور ذکر شده‌است. جلال‌الدین طاهری در جریان این عملیات گفت:
شب عملیات کربلای ۴ اکبر هاشمی رفسنجانی اصرار زیادی بر اجرای عملیات داشت. من و صادق خرازی رفتیم و منورهایی را مشاهده کردیم. ما تحرک نیروها را می‌دیدیم. من به خرازی گفتم که برود و به هاشمی بگوید عملیات لو رفته‌است. خرازی رفت و بعد آمد و گفت آقای هاشمی گفته من مقلد امامم و عملیات باید انجام بشود. من به ایشان گفتم که اگر امام هم این شرایط را ببیند، اجازه اجرای عملیات را نمی‌دهد. از این جهت عملیات صورت گرفت و فرماندهان هم مقاومتی در جلوگیری از اجرای عملیات نکردند. شاید فرماندهان بنا بر موقعیت خود با هاشمی مخالفت نکرده‌اند.
اردستانی، رئیس سابق مرکز مطالعات و تحقیقات جنگ سپاه، در این خصوص در کتاب تنبیه متجاوز نوشته‌است:
طی چند روزی که به زمان عملیات باقی مانده بود، بمباران و آتش توپخانهٔ عراق روز به روز افزایش می‌یافت، پس از تاریک شدن هوا در روز سوم دی، عراقی‌ها به ریختن فلر به وسیلهٔ هواپیما و شلیک منور دست زدند. از ساعت ۱۹ تا ۲۱ بیش از ۵ مورد گزارش در مورد اقدامات دشمن به قرارگاه مرکزی رسید.
دیوید کریست؛ مورخ ارشد و مشاور پیشین وزارت دفاع ایالات متحده، در مرداد ۱۳۹۲ در مصاحبه‌ای با بی‌بی‌سی فارسی تأیید کرد که ایالات متحده با ارائه اطلاعات عملیات کربلای ۴ به عراقی‌ها، باعث شکست این عملیات شده‌است. به‌طور کلی آمریکا، حداقل از حدود ۲ سال قبل از عملیات کربلای ۴ تصمیم به حمایت اطلاعاتی از حکومت عراق گرفته بود. مطابق یک سند از طبقه‌بندی خارج شده، در سال ۱۹۸۴ رونالد ریگان در دستوری دولت آمریکا را موظف به جلوگیری از سقوط صدام حسین در مقابله با جمهوری اسلامی ایران کرده بود. دستوری که در سال‌های بعد، به کمک‌های اطلاعاتی مؤثر واشینگتن به بغداد انجامید.

## عملیات
|            | محسن رضایی | توییتر |
| @ir_rezaee |            |        |

             عملیات #کربلای_چهار برای فریب دشمن انجام شد. اگر تحلیلگر تاریخی در فهم آن فریب بخورد، پس وای به حال نوشته‌های او.
         

        ۲۸ دسامبر ۲۰۱۸

اردستانی، رئیس پیشین مرکز مطالعات و تحقیقات جنگ سپاه، در کتاب تنبیه متجاوز نوشته‌است:
حدود ساعت ۲۲:۰۸ با خبرهای گوناگونی که رسید، فرماندهی پی برد که دشمن تک را کشف کرده‌است. اما اوضاع به سختی قابل اداره و بازگشت به شرایط قبل از حمله بود؛ و از سوی دیگر، هنوز تا اندازه‌ای امیدواری وجود داشت. از این رو، در ساعت ۲۲:۳۰ سوم دی ماه ۱۳۶۵، رمز عملیات قرائت شد و یگان‌ها در تمام محورها عملیات را آغاز کردند.
غواص‌ها باید قبل از آغاز عملیات از رودخانه عبور می‌کردند و از ساعت ۲۱ به آب زدند. اردستانی رئیس سابق مرکز مطالعات و تحقیقات جنگ سپاه نوشته‌است:
از ساعت ۲۱ غواص‌ها به درون رودخانه رها شدند، اما پس از حدود نیم ساعت، در ساعت ۲۱:۳۵ برادر عزیز جعفری اطلاع داد دشمن با تیربار نیروها را زیر آتش گرفته‌است. این تحرک دشمن نیز مانند شب‌های گذشته عادی فرض شد، لذا دستور داده شد همه در ساعت ۲۲:۳۰ پای کار باشند. اما در ساعت ۲۱:۳۸ لشکر ۱۴ امام حسین خبر داد که دشمن روی خط، منور زیادی انداخته و داخل رودخانه نیز با تیربار به نیروها حمله کرده‌است. تمام این اقدامات دشمن داخل تنگه متمرکز شده بود. همان جایی که می‌بایستی تاکتیک ویژه عملیات انجام می‌گرفت. در ساعت ۲۲، فرمانده قرارگاه قدس اعلام کرد که لشکر ۳۱ عاشورا متوقف شده‌است و امکان استفاده از لشکر ۴۱ ثارالله نیز وجود ندارد و تیربار دشمن در خط و روی آب، نیروها را هدف گرفته‌است. در محور قرارگاه قدس لشکرهای ۱۴ امام حسین، ۲۱ امام رضا و ۳۱ عاشورا در ساعات نخست حمله و قبل از درگیری، تلفات زیادی متحمل شدند. با این همه، فرمانده سپاه ابراز می‌داشت شرایط حاد نیست.
محمدعلی اسفنانی؛ نماینده فریدن در مجلس شورای اسلامی، در خاطره‌ای با اشاره به این که خودش از غواصان حاضر در این عملیات بوده‌است، گفت:
غواصان نمی‌توانستند از کپسول اکسیژن استفاده کنند از این رو غواصان به صورت شناور بر روی آب با ارتفاع بیست سانت در عمق آب فرومی‌رفتند و طناب‌هایی در آب دست داشتند تا مسیر را گم نکنند. به دلیل اینکه ما باید از منطقه حساس عبور می‌کردیم ابتدا یک گروه تحت عنوان پیشتاز از سوی ما به سمت جزایر حرکت کردند تا مطلع شوند که آیا عراقی‌ها از حضور ما مطلع شدند یا خیر. در همین زمان به یکباره منطقه کاملاً روشن شد و هواپیماهای عراقی بر روی آب منور ریختند، به طوری که منطقه مثل روز روشن شد و عراقی‌ها ستون‌های ما را دیدند و آن زمان با تمام تجهیزاتی که داشتند ما را به گلوله بستند و رگباری از گلوله‌ها به ستون ما آمد. در آن زمان بسیاری از غواص‌ها شهید شدند زیرا بسیاری از گلوله‌ها به سر آنان می‌خورد. ما هیچ راهی نداشتیم، نه می‌توانستیم از اسلحه استفاده کنیم و نه راه برگشت داشتیم. بسیاری از بچه‌ها مظلومانه در این فضا شهید شدند. با اینکه در آن زمان بسیاری از افراد شهید شدند ولی ما راه خود را ادامه دادیم تا عملیات به نتیجه برسد. به بلجانیه رسیدیم و دژ اول، دوم و سوم را گرفتیم، بیشتر از آن چیزی که قصد بود انجام دهیم در آن عملیات انجام دادیم. ما در آنجا جان پناهی درست کردیم و سپس به عقب بازگشتیم که در طول مسیر مجبور بودیم به دلیل آنکه سیم خاردارهای زیادی وجود داشت به صورت سینه خیز بازگردیم. در آنجا بود که متوجه شدیم بسیاری از بچه‌های غواص در بخش‌های مختلف گروهان اسیر شدند. در این عملیات بسیاری از نیروهایی که بعد از غواص‌ها با قایق آمده بودند نیز کشته و اسیر شدند. اکثر کسانی که غواص بودند در آن عملیات به صورت دسته جمعی یا تک تک شهید شدند. ما بعدها عکس‌هایی را که عراقی‌ها در روزنامه‌هایشان منتشر می‌کردند را دیدیم که اسرای غواص ما را دست بسته تیر باران می‌کردند. در آن عملیات از ۵۰۰ نفر غواص شاید تنها ۲۰۰ نفر بازگشتند.
در این عملیات ابتدا حدود ۱۵ هزار نفر از نیروهای ایرانی به رهبری گروهی از تکاوران نیروی زمینی ارتش و غواصان، نیمهٔ جنوبی شط العرب (دجله) و نیمه شمالی اروندرود (کارون و دجله) را پشت سر گذاشتند و با گذر از جزیره‌های ام‌الرصاص، ام‌البابی، قطعه ۲ و سهیل (عرض این قسمت از رودخانه حدود ۴۸۰ متر و جریان آب آن آرام است و جزایر به صورت پی‌درپی در عرض رود قرار گرفته‌اند) به خاک عراق وارد شده و خط دفاعی حد فاصل سپاه سوم عراق در شرق بصره و سپاه هفتم در منطقه نزدیک شبه‌جزیره فاو را شکستند.
عبدالحلیم ابوغزاله در کتاب جنگ عراق و ایران نوشت:
در خلال یک‌ونیم روز پس از آغاز این عملیات به وضوح حجم خساراتی که نیروهای ایران در حمله‌ای اشتباه به مواضع دفاعی منظم و قوی متحمل شده بودند، مشخص گردید نیروهای عراقی برای از بین بردن نیروهای ایرانی فقط از سلاح‌های مستقیم و توپخانه بهره نبردند بلکه هواپیماها و هلی کوپترهای مسلح را نیز علیه نیروهای بی سرپناه و آشکار در منطقه به کار گرفتند. بخش عظیمی از نیروهای آبی خاکی ایران غرق شدند و عبور آنان از شط العرب اروندرود دفع گردید و ۱۲۰۰۰ کشته و زخمی برای ایران برجا ماند. عراق اعلام کرد که در برابر هر کشته عراقی، یکصد سرباز ایرانی کشته شده اند و خسارات تقریبی ایران بین ۶۰ تا ۹۰ هزار کشته و زخمی است. در برابر ایران نیز اعلام کرد که بین ۹۵۰۰ تا ۱۴۰۰۰ سرباز عراقی در این عملیات کشته شدند.
در این عملیات یکی بزرگترین جابه‌جایی‌های نیروها با استفاده از بالگرد، در طول مدت کوتاهی توسط هوانیروز ارتش و نیز قایق‌های تندرو و هاورکرافت‌های نیروی دریایی ارتش انجام شد. همچنین پشتیبانی هوایی، توپخانه‌ای و پدافندی ارتش نیز در این عملیات ادامه داشت، ولی به دلیل مشکلات اساسی در طراحی و جمع شدن نیروها در یک منطقه، موجب شکست سنگین نیروهای ایرانی شد. درگیری به مدت حدود ۲۶ ساعت ادامه داشت و در نهایت با توجه به بروز مشکلات زیاد، عملیات در ساعت ۲۳:۴۵ روز چهارم دی ماه، متوقف گردید.

## تلفات
اول شب آقای محمدی عراقی آمد. گزارشی از وضع واحدها در جنوب داد و پیشنهادهایی داشت. در مورد جنگ رقم مفقودان کربلای چهار را تا امروز در حدود دو هزار نفر گفت. قبلا بیشتر گفته شده، مثل اینکه کم کم پیدا می‌شوند. معمولاً بعد از عملیات چنین است...

اوج دفاع، خاطرات روزانه آیت‌الله هاشمی رفسنجانی/ ۱۳ دی ۱۳۶۵
هاشمی رفسنجانی (فرمانده عالی جنگ در زمان عملیات) در پانویس‌های روزانه‌اش در ۱۱ دی ماه می‌نویسد:
آقای شمخانی اطلاعات لازم را در خصوص نتایج عملیات شکست خوردهٔ کربلای ۴ داد. خیلی بدتر از آنچه تا به حال گفته بودند، نزدیک به ۱٫۰۰۰ شهید و ۳٫۹۰۰ مفقودالاثر داشتیم، که اکثر آن‌ها را باید شهید حساب کرد و حدود ۱۱ هزار مجروح که حدود نصف آنها، سرپائی معالجه شده یا می‌شوند.
در بیانیه رسمی مرکز اسناد و تحقیقات دفاع مقدس، تعداد کشته‌های این عملیات کمتر از ۱٫۰۰۰ نفر بوده‌است. حسین علایی از فرمانده‌های ارشد سپاه پاسداران در آن مقطع، در کتاب «روند جنگ ایران و عراق» در جلد دوم صفحه ۲۸۵ می‌نویسد:
در این عملیات حدود ۱٫۰۰۰ نفر از رزمندگان ایرانی شهید شدند و نزدیک به ۲٫۰۰۰ نفر از آنان نیز مفقود شدند. حدود ۱۱ هزار نفر از ایشان نیز مجروح شدند.
تلویزیون عراق تصاویر تعداد زیادی از کشته شدگان ایرانی را پخش کرد که نشان دهنده تعداد بسیار زیاد تلفات نیروهای ایرانی است.

## نقل‌قول‌ها
عبدالحلیم ابوغزاله، وزیر دفاع پیشین مصر در کتاب «جنگ عراق و ایران»، کربلای ۴ را بدترین عملیات این جنگ از نظر سازماندهی و طراحی مانور خوانده و آن را به «حمله پیادگان مأیوس و ناامید انگلیس و فرانسه و آلمان علیه نیروهای سنگر گرفته یکدیگر در کانال‌ها و مواضع دفاعی مجهز به تجهیزات پیشرفته در جنگ جهانی اول» تشبیه کرده‌است.

## شیوه فرماندهی
در سال ۱۳۹۷ و در سالروز عملیات کربلای ۴، مرکز اسناد و تحقیقات دفاع مقدس در بیانیه‌ای، ضمن دفاع از انجام این عملیات، گفت: 
اساساً غافلگیری کامل در هیچ عملیاتی امکان‌پذیر نبود. با وجود توان بالای ارتش عراق در استراق-سمع و امکان بهره‌گیری از اطلاعات ماهواره‌های جاسوسی، امکان نداشت که تعداد زیادی یگان جابه‌جا شوند ولی دشمن هوشیار نشود. به جز دو سه عملیات، همه عملیات‌های دوران دفاع مقدس بدون غافلگیری انجام شدند؛ از جمله عملیات فتح‌المبین و بیت‌المقدس، با وجود هوشیاری دشمن، با موفقیت اجرا گردید. پیروزی در نبردها به عوامل گوناگونی ارتباط دارد. در عملیات کربلای ۴ علاوه بر هوشیاری دشمن، پیچیدگی جغرافیایی منطقه، دلیل اصلی عدم‌الفتح بود. بر خلاف آنچه گفته شده‌است، در عملیات کربلای ۴ دو محور از سه محور شامل منطقه شلمچه و جزیره مینو موفق بودند به طوری که در محور شمالی عملیات، لشکرهای ۱۹ فجر و ۵۷ ابوالفضل توانستند یکی از سخت‌ترین مواضع ارتش عراق در شلمچه را بشکنند. همچنین در محور جنوبی، قرارگاه نوح (جزیره مینو) برخی یگان‌ها موفق شدند از خطوط مستحکم دفاعی ارتش عراق عبور کنند. اجرای عملیات کربلای ۴ در مرحله اول با توجه به موانع موجود در همان ساعت‌های اولیه متوقف شد. در این عملیات از ۲۶۰ گردان عملیاتی سپاهیان حضرت محمد، تنها ۴۰ گردان وارد عمل شده بودند. تدبیر و قدرت فرماندهی جنگ سبب شد، در حداقل زمان ممکن، عملیات کربلای ۴ متوقف و عملیات گسترده کربلای ۵ در کمتر از ۲ هفته با غافلگیری کامل عراق انجام شود؛ بنابراین عملیات موفق و سرنوشت ساز کربلای ۵ از دل کربلای ۴ بیرون آمد. بر خلاف تبلیغات برخی رسانه‌های خارجی آمار شهدای عملیات کربلای ۴ به استناد اسناد موجود، کمتر از ۱٫۰۰۰ نفر است.
محسن رضایی جمعه ۷ دی ۱۳۹۷ (۲۸ دسامبر ۲۰۱۸) در یک توئیت عملیات کربلای ۴ را عملیاتی برای فریب دشمن عنوان کرد:
با عملیات کربلای چهار به دشمن وانمود کردیم که عملیات سالانه ما تنها همین بوده‌است. ده روز بعد در همان نقطه و در زمانی که نیروهای ارتش بعثی به مرخصی رفته بودند، عملیات کربلای پنج را انجام دادیم.— 
وی پس از واکنش‌های منفی به این توییت توضیح داد که آنچه گفته یک تحلیل پسینی است.
ما عملیات کربلای ۴ را برای این طراحی کرده بودیم که به جنوب بصره برسیم، ولی چون به اهداف نرسیدیم چند ساعت بعد دستور عقب‌نشینی دادیم. این یک عملیات اصلی بود. ۲۶۰ گردان نیرو پای کار آورده بودیم، ولی چون اوضاع مناسب نشد، ۴۰ گردان بیشتر را وارد نکردیم.
قاسم سلیمانی، فرمانده نیروی قدس سپاه و فرمانده لشکر ۴۱ ثارالله سپاه در جنگ ایران و عراق در این باره گفت
کربلای ۴ عملیات اصلی ایران در سال ۱۳۶۵ بود، اما موفقیت عملیات کربلای ۵ باعث شد که عراق گمان کند که کربلای ۴ عملیات فرعی بوده‌است.
حسام‌الدین آشنا مشاور حسن روحانی و رئیس مرکز بررسی‌های استراتژیک در پاسخ به محسن رضایی در توییتر قسمتی از خاطرات مهدیقلی رضایی از کتاب لشکر خوبان را آورد:
داخل سنگر شدم، امین آقا (سردار شریعتی) پای بیسیم دو زانو نشسته بود، پرسیدم کِی به آب بزنیم؟ گفت: حتی ساعت عملیات هم لو رفته، ولی آقا محسن (رضایی) قبول نمی‌کند که عملیات لغو شود، تو به غواص‌ها بگو به‌محض شلیک از طرف دشمن، برگردند.

## کشف پیکرهای غواصان ایرانی
در سال ۱۳۹۴، با گذشت ۳۰ سال از عملیات کربلای ۴، کمیته جستجوی مفقودان ستاد کل نیروهای مسلح ایران اعلام کرد که اجساد ۱۷۵ غواص ایرانی را که با دستانِ بسته شهید شده‌اند، در منطقه ابوفلوس عراق کشف کرده‌است. فرمانده این ستاد همچنین اعلام کرد که برخی از اجساد کشف شده دارای هیچ جراحتی نیستند و نیروهای بعثی آن‌ها را زنده به گور کرده‌اند.

محسن رضایی در سال ۱۳۹۴ و در مراسم به خاک‌سپاری جنازه غواص‌های ایرانی می‌گوید: 
عراق پس از عملیات والفجر ۸ در ساحل خود برای جلوگیری از اقدام غواص‌های ایرانی نور افکن قرار داده بود.

## مخالفت ارتش
عملیات کربلای ۴ با مخالفت ارتش و نداشتن سواد نظامی سپاه پاسداران مواجه بود که یکی از فرماندهان مخالف، علی صیاد شیرازی بود که این مخالفت با جواب فیزیکی سیلی محسن رضایی مواجه شد.

## چالش‌ها
در دی ماه سال ۱۳۹۷ و در پی انتشار یک توئیت از سوی محسن رضایی در مورد عملیات کربلای ۴، موجی از انتقادها در این باره علیه او و دیگر فرماندهان نظامی جنگ ایران و عراق، شکل گرفت. کار به جایی رسید که محسن رضایی در یک برنامه تلویزیونی حاضر شد و با حضور تلفنی قاسم سلیمانی دیگر فرمانده ارشد نظامی ایران به توضیح در مورد این عملیات پرداختند. در بخشی از این گفتگو سلیمانی گفت:
آقا محسن، حق بزرگی به گردن همهٔ ما دارند. او طراح عملیات‌های بزرگی بوده‌است. اغلب این عملیات‌ها موفق بوده‌است. نباید در یک موضوعی که مطرح می‌شود، ایشان را محور عقده‌گشایی و مورد شماتت قرار داد. عملیات کربلای ۴ عملیات اصلی ما بود. ما عملیات‌های مختلفی داشتیم که ماه‌ها برای آن تلاش کردیم، اما موفقیت‌آمیز نبود و به نتیجه نمی‌رسید. عملیات رمضان، والفجر مقدماتی و بدر از این دست عملیات‌ها بوده‌است. کربلای ۴ هم عملیاتی بود که ناموفق شد. بعضی‌ها شماتت می‌کنند که چرا عملیات لو رفت؟ یک منطق نظامی وجود دارد که ما در تمام عملیات‌هامان نسبتی از لو رفتگی را داشتیم. اگر چنین تصوراتی را مبنا قرار می‌دادیم نباید هیچ عملیاتی را انجام می‌دادیم. در حین عملیات کربلای ۴ با مواجهه شدید دشمن روبرو شدیم.

## مراسم خاک‌سپاری
پیکر غواصان کشته‌شده در عملیات کربلای ۴ به همراه ۱۰۰ سرباز گمنام دیگر، طی مراسمی در روز ۲۶ خرداد ۱۳۹۴ در تهران و از میدان بهارستان تا معراج شهدا، تشییع شد. برخی از چهره‌های سیاسی، نظامی، ورزشی و هنری نیز در این مراسم حضور داشتند.

## مطالعه بیشتر
- «کربلای چهار؛ 'عملیاتی که لو رفته بود'».
- «گفتگو با مراد ویسی دربارهٔ عملیات کربلای ۴؛ عملیات فریب یا شکست». دریافت‌شده در ۳۰ دسامبر ۲۰۱۸.
- «'من و محسن رضایی گفتیم کربلای ۴ فریب بوده تا تبلیغات خنثی شود'».
- «بازگشایی پرونده کربلای ۴ - بین سطور».